# Аквакультура осьминога

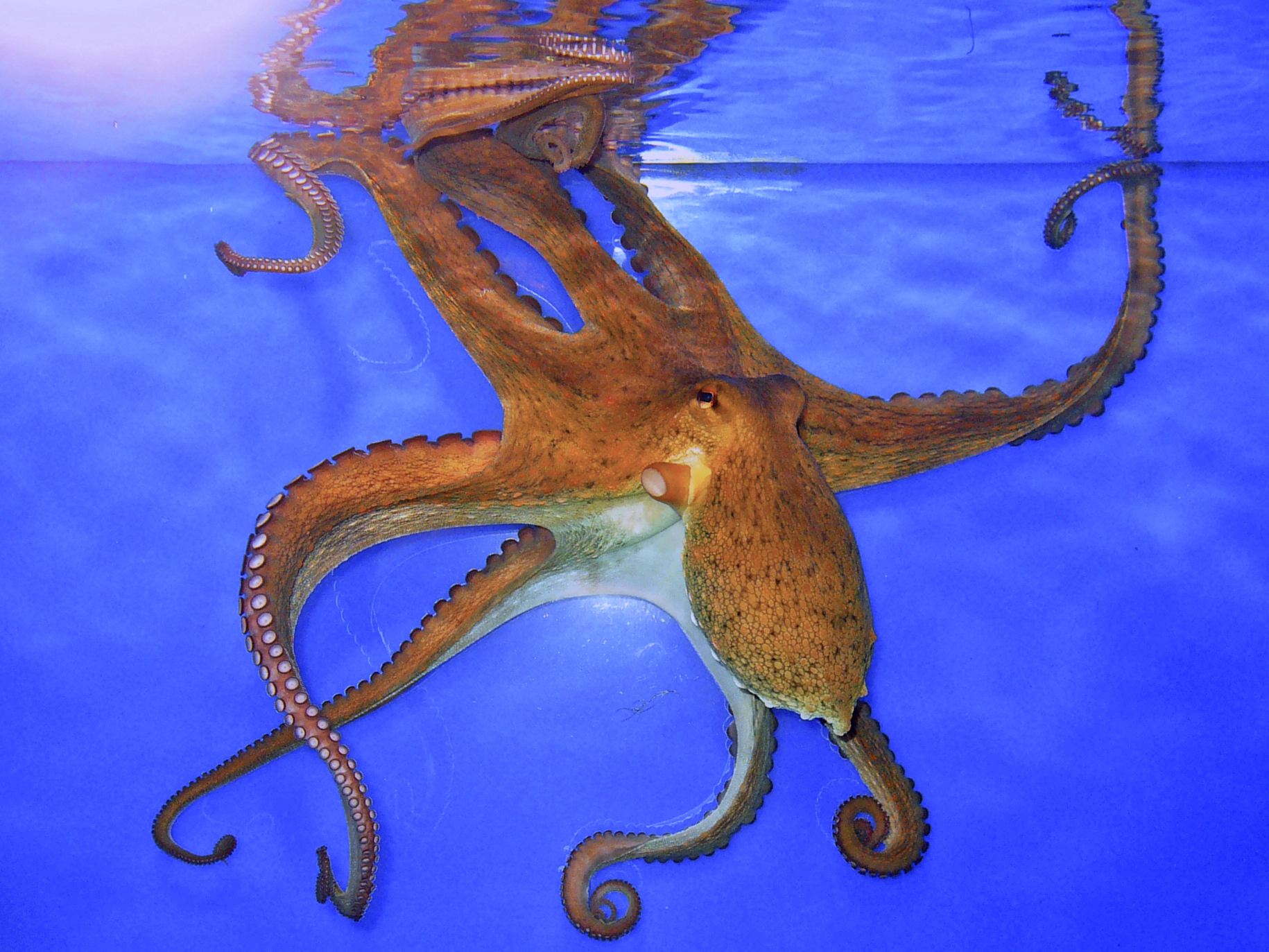
Обыкновенный осьминог, Octopus vulgaris

Аквакультура осьминога — коммерческое искусственное выращивание осьминогов. Наиболее перспективным видом для искусственного выращивания по-видимому является обыкновенный осьминог, Octopus vulgaris, из-за высокого спроса именно на этот вид в традиционной средиземноморской и восточноазиатской кухне. Обыкновенный осьминог имеет очень высокий коэффициент конверсии корма в массу тела и быстро набирает вес до двух-трёх килограммов, что считается большим для головоногих моллюсков.
Мировой вылов осьминога рос до середины 1990-х годов, после чего начал падать, по-видимому из-за чрезмерного вылова и начавшегося исчерпания ресурса в ключевых районах. В 2010-х годах вылов стабилизировался на сравнительно низкой отметке, при этом спрос сдерживался ростом цен. Высокая цена и устойчивый спрос сделали обыкновенного осьминога весьма вероятным кандидатом на искусственное разведение. Промышленное производство до сих пор сдерживалось тем, что не удавалось устойчиво воспроизводить в искусственных условиях полный цикл размножения осьминога. «Узким местом» технологии оказалась высокая смертность на ранней стадии развития личинок, до стадии метаморфоза. По состоянию на середину 2019 года полный цикл аквакультуры осьминога ещё не вышел за рамки лабораторных испытаний. По некоторым сведениям, запуск коммерческого выращивания обыкновенного осьминога планируется на 2023 год.